# Yoshimi Battles the Pink Robots
Yoshimi Battles the Pink Robots é o décimo álbum de estúdio da banda The Flaming Lips, foi lançado em 2002.
Após o maestria sinfônica apresentada no álbum anterior, The Soft Bulletin, o Flaming Lips retornou as influencias do rock psicodélico, música eletrônica e pop alternativo dos álbuns anteriores em "Yoshimi Battles the Pink Robots".
| Críticas profissionais                                                      | Críticas profissionais |
| Avaliações da crítica                                                       | Avaliações da crítica  |
| Fonte                                                                       | Avaliação              |
| --------------------------------------------------------------------------- | ---------------------- |
| Allmusic                                                                    | [ 2 ]                  |
| Esta tabela precisa de ser acompanhada por texto em prosa. Consulte o guia. |                        |

## Faixas

### Edição Regular em CD
1. "Fight Test" – 4:14
2. "One More Robot/Sympathy 3000-21" – 4:59
3. "Yoshimi Battles the Pink Robots Pt. 1" – 4:45
4. "Yoshimi Battles the Pink Robots Pt. 2" – 2:57
5. "In the Morning of the Magicians" – 6:18
6. "Ego Tripping at the Gates of Hell" – 4:34
7. "Are You a Hypnotist??" – 4:44
8. "It's Summertime" – 4:20
9. "Do You Realize??" – 3:32
10. "All We Have Is Now" – 3:53
11. "Approaching Pavonis Mons by Balloon (Utopia Planitia)" – 3:09

### Edição especial emDVD-Audio
1. "Fight Test" – 4:12
2. "One More Robot/Sympathy 3000-21" – 5:01
3. "Yoshimi Battles the Pink Robots, Pt. 1" – 4:48
4. "Yoshimi Battles the Pink Robots, Pt. 2" – 2:52
5. "In the Morning of the Magicians" – 6:25
6. "Ego Tripping at the Gates of Hell" – 4:25
7. "Are You a Hypnotist??" – 4:50
8. "It's Summertime" – 5:45
9. "Do You Realize??" – 3:32
10. "All We Have Is Now" – 3:53
11. "Approaching Pavonis Mons by Balloon (Utopia Planitia)" – 3:12

Bônus do DVD, faixas de áudio
1. "Up Above the Daily Hum"
2. "Yoshimi Battles the Pink Robots, Pt. 1 (Japanese version)"
3. "If I Go Mad (Funeral in my Head)"
4. "Do You Realize?? Floating in Space Remix (Edit)"
5. "Yoshimi Battles the Pink Robots, Pt. 1 (AOL sessions)"
6. "Do You Realize?? (CD101 version)"

Bônus do DVD, vídeos
1. "Do You Realize?? (Mark Pellington version)"
2. "Do You Realize?? (Wayne Coyne * Bradley Beesley * George Salisbury version)"
3. "Making of the Do You Realize?? Video"
4. "Yoshimi Battles the Pink Robots, Pt. 1"
5. "Making of the Yoshimi Video"
6. "Fight Test"
7. "Phoebe Battles the Pink Robots"
8. "Christmas on Mars (Movie trailer)"
9. "Making of the Yoshimi DVD-A"
10. "Are You a Hypnotist?? (George's Photogenic Stimulation Theory #1134)"

DVD-ROM extras
1. "Yoshimi Battles the Pink Robots, Pt. 1 (Animated episode)"
2. "Fight Test (Animated episode)"